# Mogens Breyen
Mogens Breyen (født 27. september 1932 i København, død 23. marts 2003) var en dansk arkitekt og professor ved Kunstakademiets Arkitektskole.
Mogens Breyen afsluttede sin uddannelse som arkitekt ved Kunstakademiets Arkitektskole i 1959, hvorefter han i nogle år var ansat hos forskellige arkitekter, indtil han i 1964 fik egen tegnestue. I 1976 blev han professor i arkitektur med speciale i bygningskunst. Samme år blev han i andet ægteskab gift med tekstilkunstneren og designeren Karen-Margrethe (Kim) Naver.
I årenes løb sad Mogens Breyen i flere udvalg under Kulturministeriet, samtidig med at han har været medlem af bestyrelsen for Det Danske Institut for Videnskab og Kunst i Rom og formand for Charlottenborg. I 1999 fik han tildelt Eckersberg Medaillen.
Blandt Mogens Breyens arbejder kan nævnes udformningen af det nye Axeltorv i København. og ombygningen af Scalabygningen